# خنشع الزيتون الكبير

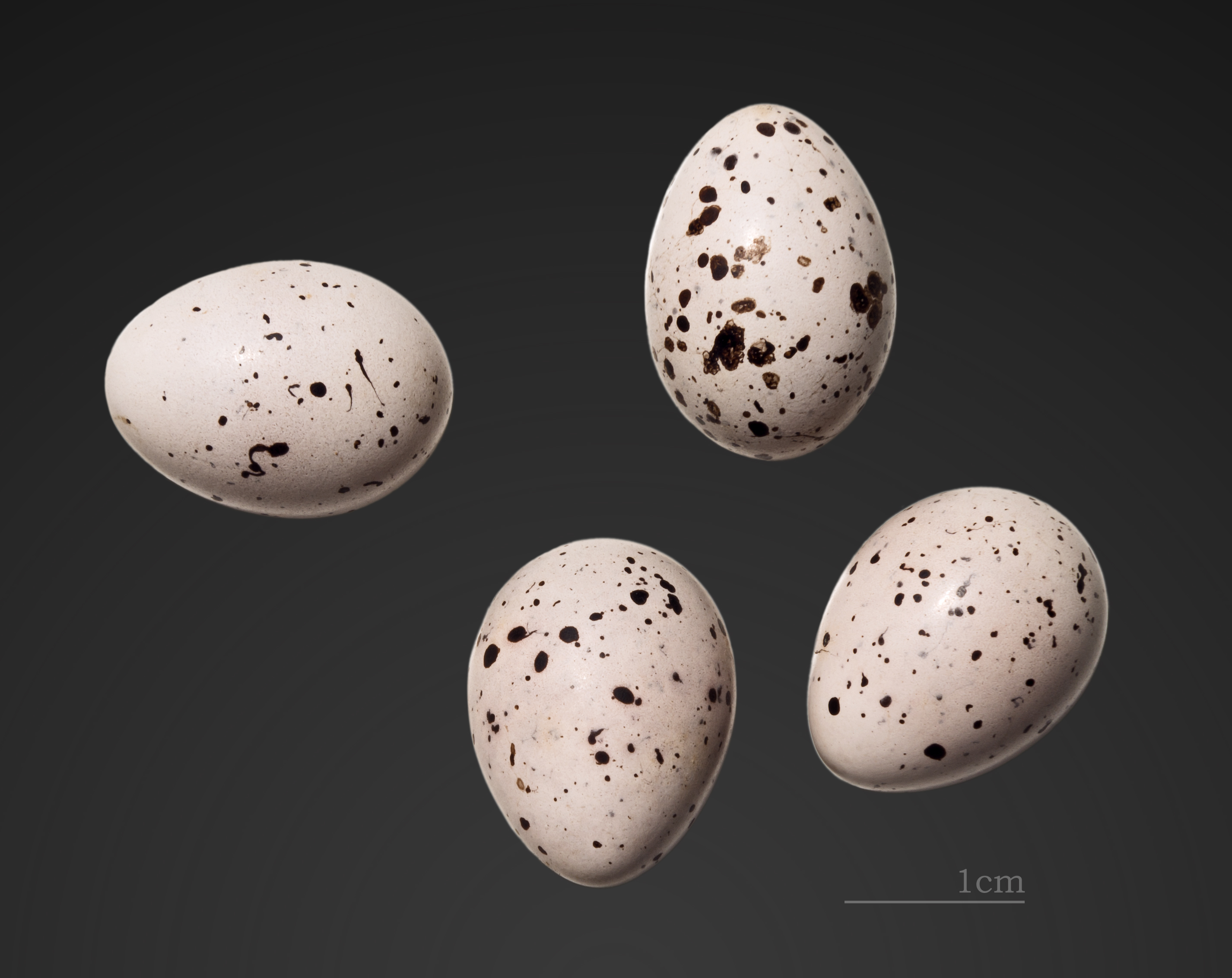
Hippolais olivetorum

خَنْشَع الزيتون أو ذُعْلُوقَة الزيتون أو خنشع الزيتون الكبير ويسمى أيضا هازجة الزيتون (الاسم العلمي: Hippolais olivetorum) (بالإنجليزية: Olive-tree Warbler)‏، هو طائر ينتمي إلى (فصيلة: Acrocephalidae).

## الموئل
أعطانه تمتد من الشرق الأوسط إلى أروبة الجنوبية والغربية. يجوب البعض المناطق ويأبد في البعض الآخر. يألف الزواتين والهضاب المبعثرة الأشجار. قوته الحشرات المجنحة وبعض الثمار البرية.

## الوصف
جسمه صغير القد يطول من ١٣ إلى ١٤ سم. ثوبه منسجم الألوان القليلة التباين. ظهره إلى الطحلة الخضراء المُوَاج. يطنه إلى الصفار الكبريتي الباهت. جناحاه وذنبة وأفنيكه إلى السمرة الحنطية. وسغاه إلى الربدة السمراء.